# Franz Held
Franz Held (n. 6 mai 1948, Passau, Bizone⁠(d), Germania) este un canotor ce a reprezentat Germania, medaliat olimpic. A participat la 2 ediții ale Jocurilor Olimpice (1968, 1972) în care a câștigat o medalie de bronz.